# Bajjarat Hannun
Bajjarat Hannun – dawna palestyńska wieś. Została zniszczona podczas „operacji czyszczenia wybrzeża” 31 marca 1948, w czasie wojny domowej w Mandacie Palestyny. Znajdowała się 16 km na zachód muhafazy Tulkarm w Palestynie. 
Bajjarat Hannun znajdował się na małej wysokości, na północ od sztucznego stawu. Głównym punktem orientacyjnym był jeden duży dom, którego część wciąż stała w 1992. 

## Historia
Pierwsza część nazwy związana jest z wyrazem bajjara (tłum. ‘sad’) i wskazuje, że wioska mogła zostać założona w okresie rozkwitu cytrusów w okolicy w latach 80. XIX wieku.  
Wieś była notowana jako osada w Palestine Index Gazetteer.  
Wioska została wyludniona na początku kwietnia 1948 podczas pacyfikacji przeprowadzonej przez oddziały Hagana.